# The Diamond Queen (film fra 1921)
The Diamond Queen er en amerikansk stumfilm fra 1921 af Edward A. Kull.

## Medvirkende
- Eileen Sedgwick som Doris Harvey
- George Chesebro som Bruce Weston
- Frank Clark som Julius Zeidt
- Burton S. Wilson som John Harvey
- Alfred Fisher som Harvey
- Josephine Scott som Aline Earl